# J. D. Sumner
John Daniel Sumner, noto come J. D. Sumner (Lakeland, 19 novembre 1924 – Myrtle Beach, 16 novembre 1998), è stato un basso profondo statunitense.
Cantante gospel, la voce di Sumner è conosciuta per essere stata una delle più gravi del mondo (raggiungeva le due ottave di basso), tanto da entrare più volte nel Guinness dei primati. La qualità e la naturalezza con cui cantava note estremamente gravi fanno di lui uno dei migliori bassi di ogni epoca.
Sumner è altresì noto negli Stati Uniti per aver fatto parte del gruppo di accompagnamento di Elvis Presley dal 1971 al 1977. Al di là della collaborazione artistica, i due cantanti erano amici di lunga data.

## Biografia
John Daniel Sumner nasce il 19 novembre 1924 a Lakeland (Florida) e comincia a cantare ad otto anni in un quartetto musicale della chiesa locale della cittadina.
Agli inizi degli anni '40 Sumner si aggrega ai Sunshine Boys, complesso originario della Georgia, con cui canta musica country e gospel per film e radio. Dal 1945 al 1949 fa parte del Sunny South Quartet, con base a Tampa. Nel 1949 l'impresario del gruppo Horace Floyd decide di trasferire il quartetto ad Orlando ma Sumner sceglie di rimanere a Tampa dove si aggrega ai Dixie Lily Harmoneers, con cui canta per qualche mese. Nel 1954 entra nel Blackwood Brothers Quartet di Memphis, un gruppo che aveva perso il proprio basso e baritono in un incidente aereo. Insieme ad uno dei membri del quartetto, James Blacwood, fonda nel 1964 la Gospel Music Association. Sumner rimane nel Blackwood Brothers Quartet fino al 1965, conquistandosi nel mentre una certa reputazione come cantante basso di talento.
Nel 1965 diventa vocalist e leader degli Stamps con cui pubblica nel 1974 il Live at Murray State University, considerata una delle migliori registrazioni gospel.
Nel 1980 scioglie gli Stamps e fonda i Master V con cui vince un Grammy nel 1981. Nel 1984 viene introdotto nella Hall of Fame di musica Gospel. Nel 1988 si separa dai Master V e torna negli Stamps.
Sumner morì per un attacco cardiaco in seguito ad un concerto il 16 novembre del 1998, tre giorni prima di compiere 74 anni. Nello stesso anno gli Stamps entrano nella Gospel Hall of Fame.

### J. D. Sumner ed Elvis Presley
All'inizio della sua carriera di cantante, Sumner incontra uno studente della scuola media di nome Elvis Presley, all'epoca grande fan e assiduo frequentatore di concerti gospel. I due strinsero una profonda amicizia destinata a durare negli anni, tanto che nel 1958 Sumner cantò ai funerali della madre di Elvis insieme ai Blackwood Brothers.
Elvis registrò varie canzoni gospel durante la sua carriera e si riferiva spesso a Sumner come il suo cantante gospel preferito. A fine 1971 Presley ingaggiò Sumner e gli Stamps come suo gruppo di accompagnamento. Così come il complesso vocale femminile delle Sweet Inspirations, gli Stamps accompagnarono le ultime registrazioni del cantante di Memphis fino alla sua morte nel 1977.
Sumner stesso cantò una delle note più basse mai registrate in Way Down del 1976, ultimo singolo lanciato da Elvis in vita.
Gli Stamps cantarono sul palco con Elvis nel suo ultimo concerto dal vivo del 26 giugno 1977, ad Indianapolis. Durante l'esibizione Presley chiese a Sumner di ripetere alcune note basse che gli piacevano particolarmente e per elogiarlo paragonò il suo timbro di voce al suono di un bombardiere B-52.
Sumner cantò ai funerali di Elvis nell'agosto 1977 e pubblicò un album in sua memoria dal titolo Elvis' Favorite Gospel Songs, che fu candidato ai Grammy 1978. Un altro tributo all'amico fu il brano Elvis Has Left the Building del 1977.